# Де Дженнаро, Моника
Моника Де Дженнаро (итал. Monica De Gennaro; род. 8 января 1987, Пьяно-ди-Сорренто, провинция Неаполь, область Кампания, Италия) — итальянская волейболистка, либеро. Олимпийская чемпионка 2024, чемпионка Европы 2021.

## Биография
Волейбольная карьеры Моники Де Дженнаро началась в родном городе Пьяно-ди-Сорренто в молодёжной команде «Либертас Сорренто». В 2002 заключила контракт с клубом «Виченца» и до 2005 выступала одновременно за молодёжную и основную команды. В 2009—2010 на протяжении одного сезона играла в серии А2 за «Априлью». В 2010 перешла в «Скаволини» из Пезаро, а в 2013 — в «Имоко Воллей» из Конельяно, в составе которого выступает по настоящее время. В составе «Имоко» 8 раз выигрывала чемпионат Италии, 6 раз становилась обладателем Кубка и 7 раз — Суперкубка страны, а также побеждала в Лиге чемпионов (трижды) и в клубном чемпионате мира (трижды).
В 2006 состоялся дебют Де Дженнаро в национальной сборной Италии. В её составе волейболистка приняла участие в Мировом Гран-при и традиционном турнире «Монтрё Волей Мастерс», но в дальнейшем на протяжении 5 лет в сборную Моника не вызывалась. Лишь в 2011 году спортсменка вновь была приглашена в национальную команду и выиграла с ней «золото» Кубка мира. В последующем в составе сборной Италии трижды участвовала в Олимпийских играх, дважды — в чемпионатах мира (серебряный призёр мирового первенства 2018), 5 раз — в чемпионатах Европы («бронза» Евро-2019 и «золото» Евро-2021).
В 2024 году на Олимпийских играх в Париже выиграла «золото» Игр и вошла в символическую сборную турнира в качестве лучшей либеро.
Моника Де Дженнаро за годы своей волейбольной карьеры проявила себя как одна из ведущих либеро мирового волейбола. Неоднократно признавалась лучшей в своём амплуа на различных крупнейших турнирах.

### Клубная карьера
- 2002—2009 —  «Виченца»;
- 2009—2010 —  «Априлья»;
- 2010—2013 —  «Скаволини»/«Робурспорт» (Пезаро);
- с 2013 —  «Имоко Воллей» (Конельяно).

## Достижения

### Со сборными Италии
- Олимпийская чемпионка 2024
- серебряный (2018) и бронзовый (2022) призёр чемпионатов мира.
- победитель розыгрыша Кубка мира 2011.
- серебряный (2017) и бронзовый (2006) призёр Мирового Гран-при.
- 3-кратная чемпионка Лиги наций — 2022, 2024, 2025.
- чемпионка Европы 2021;
  - бронзовый призёр чемпионата Европы 2019.
- бронзовый призёр молодёжного чемпионата Европы 2012.
- чемпионка Средиземноморских игр 2013.
- серебряный призёр чемпионата Европы среди девушек 2011.
- победитель Европейского юношеского Олимпийского фестиваля 2011.

### С клубами
- 8-кратная чемпионка Италии — 2016, 2018, 2019, 2021, 2022, 2023, 2024, 2025;
  - двукратный бронзовый призёр чемпионатов Италии — 2014, 2017.
- 6-кратный победитель розыгрышей Кубка Италии — 2017, 2020, 2021, 2022, 2024, 2025;
  - двукратный серебряный призёр Кубка Италии — 2018, 2019.
- 8-кратный обладатель Суперкубка Италии — 2010, 2016, 2018, 2019, 2020, 2021, 2023, 2024.

- 3-кратная чемпионка мира среди клубных команд — 2019, 2022, 2024;
  - серебряный призёр клубного чемпионата мира 2021.
- 3-кратный победитель Лиги чемпионов ЕКВ — 2021, 2024, 2025;
  - 3-кратный серебряный (2017, 2019, 2022) и бронзовый (2018) призёр Лиги чемпионов ЕКВ.
- серебряный призёр Кубка вызова ЕКВ 2008.

### Индивидуальные
- 2005: лучшая защитница молодёжного чемпионата мира.

2006: лучшая защитница Мирового Гран-при.
- 2008: лучшая принимающая Кубка вызова ЕКВ.
- 2014: лучшая либеро чемпионата мира.
- 2017: MVP Кубка Италии.
- 2017: лучшая либеро Лиги чемпионов ЕКВ.
- 2017: лучшая либеро Мирового Гран-при.
- 2018: лучшая либеро чемпионата мира.
- 2019: MVP и лучшая либеро чемпионата Италии.
- 2021: лучшая либеро чемпионата Европы.
- 2021: лучшая либеро клубного чемпионата мира.
- 2022: лучшая либеро Лиги наций.
- 2022: лучшая либеро клубного чемпионата мира.
- 2024: лучшая либеро Олимпийских игр.
- 2025: лучшая либеро Лиги чемпионов ЕКВ.
- 2025: MVP и лучшая либеро Лиги наций.

## Личная жизнь
В 2017 году Де Дженнаро заключила брак с Даниэле Сантарелли (с 2015 — тренер, а с 2017 — главный тренер «Имоко Воллей»).